# Yoshihiro Uchimura
Yoshihiro Uchimura (内村 圭宏 Uchimura Yoshihiro?, nacido el 24 de agosto de 1984 en Oita) es un futbolista japonés que se desempeña como delantero en el FC Imabari de la Japan Football League.

## Trayectoria

### Clubes
| Club                       | País  | Año         |
| -------------------------- | ----- | ----------- |
| Oita Trinita               | Japón | 2003 - 2006 |
| Ehime FC                   | Japón | 2007 - 2009 |
| Hokkaido Consadole Sapporo | Japón | 2010 - 2018 |
| FC Imabari                 | Japón | 2019 -      |

## Estadística de carrera

### J. League
| Club                       | Año   | J. League | J. League | Copa J. League | Copa J. League | Total | Total |
| Club                       | Año   | Part.     | Goles     | Part.          | Goles          | Part. | Goles |
| -------------------------- | ----- | --------- | --------- | -------------- | -------------- | ----- | ----- |
| Oita Trinita               | 2003  | 6         | 0         | 1              | 0              | 7     | 0     |
| Oita Trinita               | 2004  | 1         | 0         | 1              | 0              | 2     | 0     |
| Oita Trinita               | 2005  | 5         | 1         | 0              | 0              | 5     | 1     |
| Oita Trinita               | 2006  | 18        | 1         | 4              | 0              | 22    | 1     |
| Ehime FC                   | 2007  | 40        | 6         | -              | -              | 40    | 6     |
| Ehime FC                   | 2008  | 34        | 4         | -              | -              | 34    | 4     |
| Ehime FC                   | 2009  | 47        | 18        | -              | -              | 47    | 18    |
| Consadole Sapporo          | 2010  | 28        | 5         | -              | -              | 28    | 5     |
| Consadole Sapporo          | 2011  | 27        | 12        | -              | -              | 27    | 12    |
| Consadole Sapporo          | 2012  | 27        | 2         | 2              | 0              | 29    | 2     |
| Consadole Sapporo          | 2013  | 32        | 17        | -              | -              | 32    | 17    |
| Consadole Sapporo          | 2014  | 29        | 5         | -              | -              | 29    | 5     |
| Consadole Sapporo          | 2015  | 35        | 7         | -              | -              | 35    | 7     |
| Hokkaido Consadole Sapporo | 2016  | 42        | 11        | -              | -              | 42    | 11    |
| Hokkaido Consadole Sapporo | 2017  | 15        | 0         | 4              | 0              | 19    | 0     |
| Total                      | Total | 386       | 89        | 12             | 0              | 398   | 89    |